# Stadtkirche St. Vitus (Hayingen)

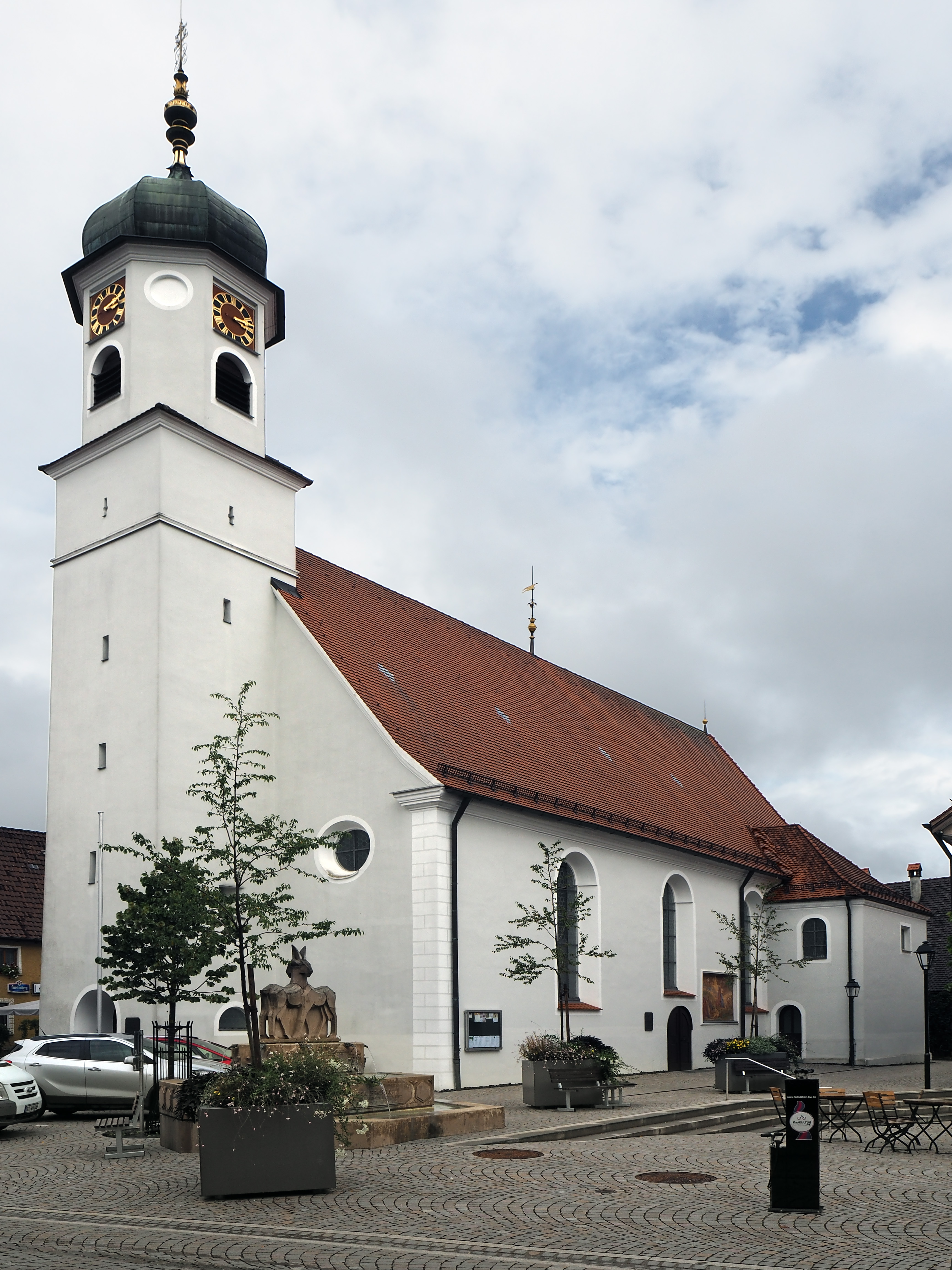
St. Vitus (2009)

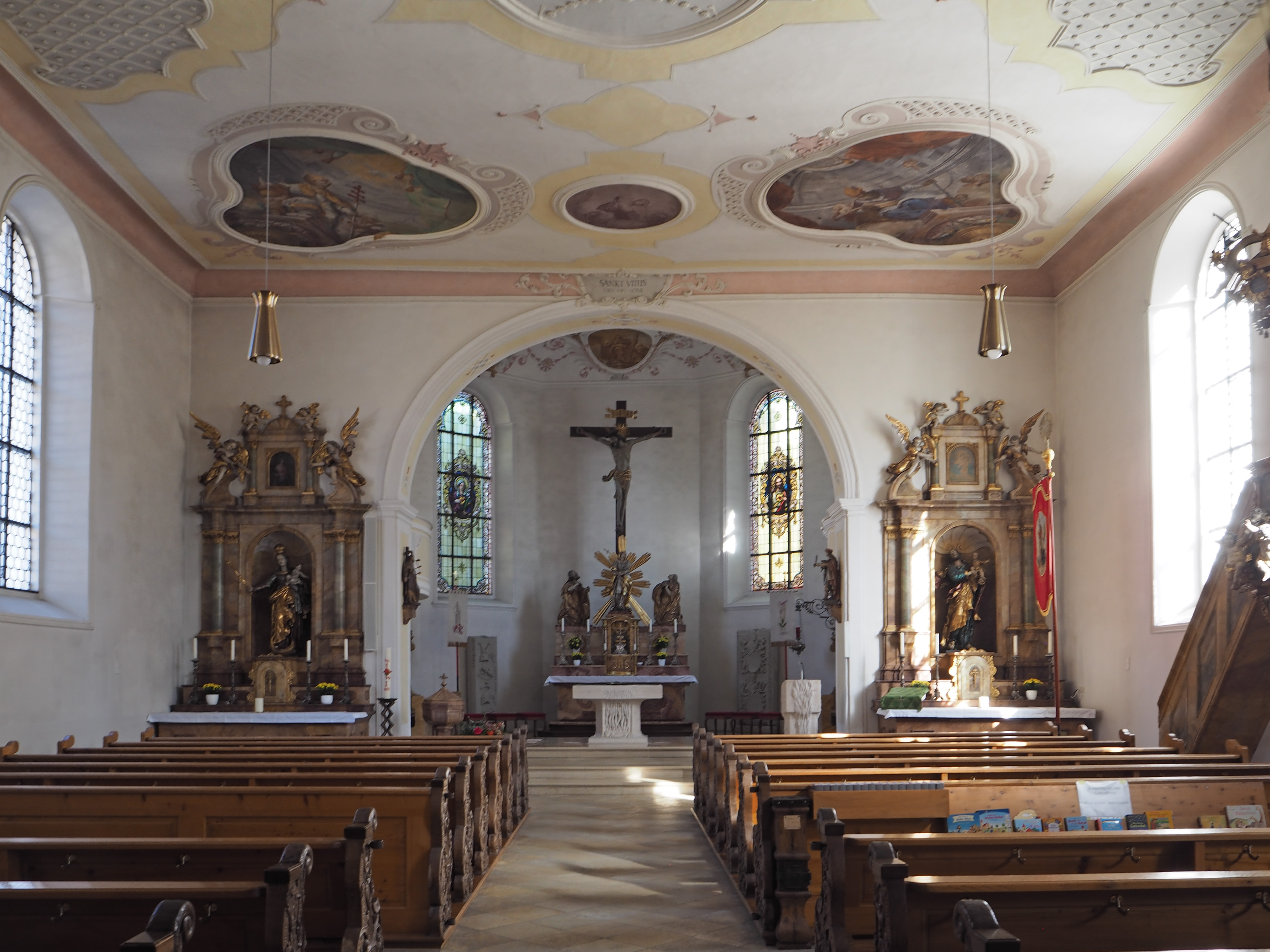
Inneres nach Osten (2023)

Die Stadtkirche St. Vitus in Hayingen ist eine barockisierte römisch-katholische Pfarrkirche, die dem Märtyrer Veit geweiht ist.

## Geschichte
Schon eine Eintragung am 11. August 1271 im Urkundenbuch des Klosters Heiligkreuztal bestätigt eine Pfarrei in Hayingen, das Gründungsjahr der Kirchengemeinde wird 1244 angegeben. Aus ungefähr dieser Zeit stammen auch die ältesten Teile der Kirche. Am Turm der Kirche ist zu erkennen, dass die Kirche ursprünglich als Wehrkirche angelegt wurde. Nachdem es im Dreißigjährigen Krieg zu erheblichen Beschädigungen gekommen war, wurde die Kirche 1724 zur barocken Saalkirche umgebaut und unter anderem mit einer Zwiebelhaube auf dem Kirchturm versehen. Zur umfangreichen Sanierung der Kirche kam es unter anderem in den Jahren 1923 außen und 1934/35 innen.
Die Pfarrei verfügte früh über eine weitläufige Parochie mit den Orten und heutigen Ortsteilen Anhausen, Ehestetten, Derneck, Indelhausen, Maisenburg, Münzdorf, Oberwilzingen und Weiler. Mit der Verlegung der Hayinger Marienkaplanei in den Ortsteil Indelhausen 1903 und der Errichtung einer eigenen Pfarrei dort, gehörte zur Pfarrei Hayingen lediglich noch Oberwilzingen, nach dem Ehestetten kurz vor der Reformation nach Eglingen eingepfarrt wurde. Anfang des 21. Jahrhunderts gehören nun alle Orte zur Seelsorgeeinheit Zwiefalter Alb im Dekanat Reutlingen-Zwiefalten der Diözese Rottenburg-Stuttgart.

## Ausstattung
Zu den ältesten Ausstattungsstücken zählen die Epitaphien, darunter das von 1374 der Gräfin Ana von Kirchberg aus dem Haus Gundelfingen, sowie ein weiteres von 1470 aus dem Geschlecht Baustetten. Über dem Hochaltar befindet sich ein überlebensgroßes Kruzifix aus der Epoche der Gotik. Die prunkvolle Kanzel im Stil des Frührokoko ist mit zahlreichen Putten verziert.

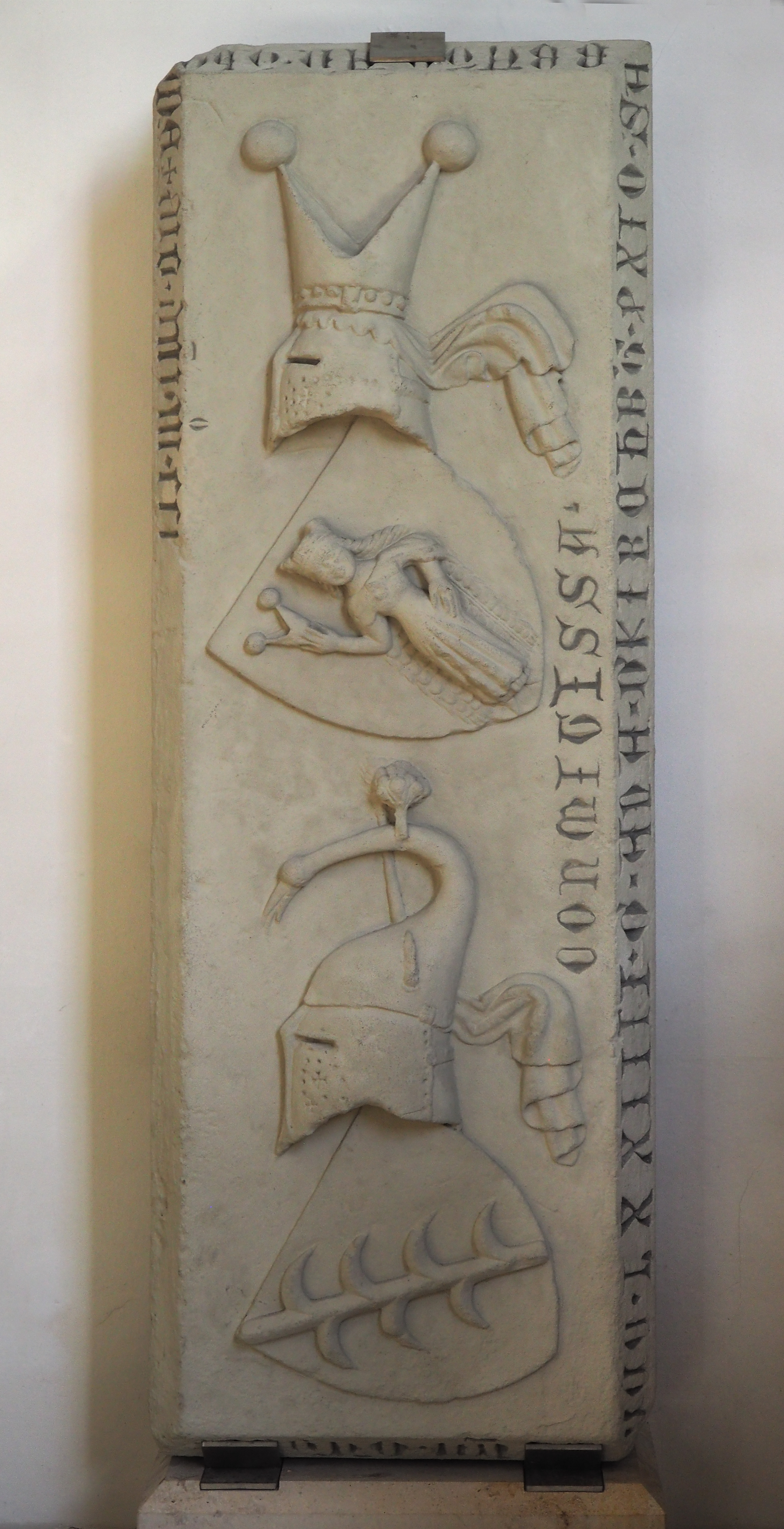
Epitaph Kirchberg (1374)
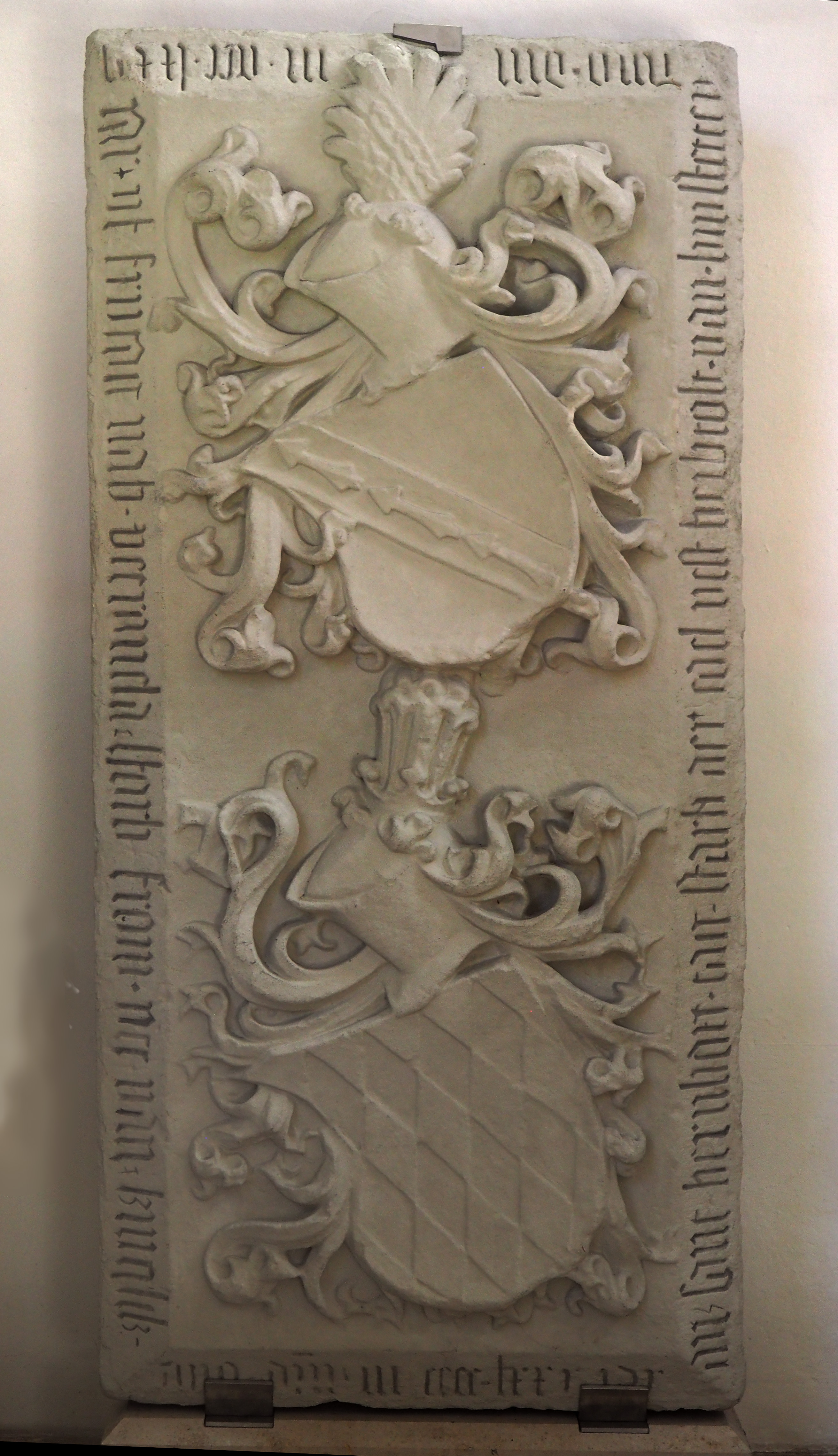
Epitaph Baustetten (1470)
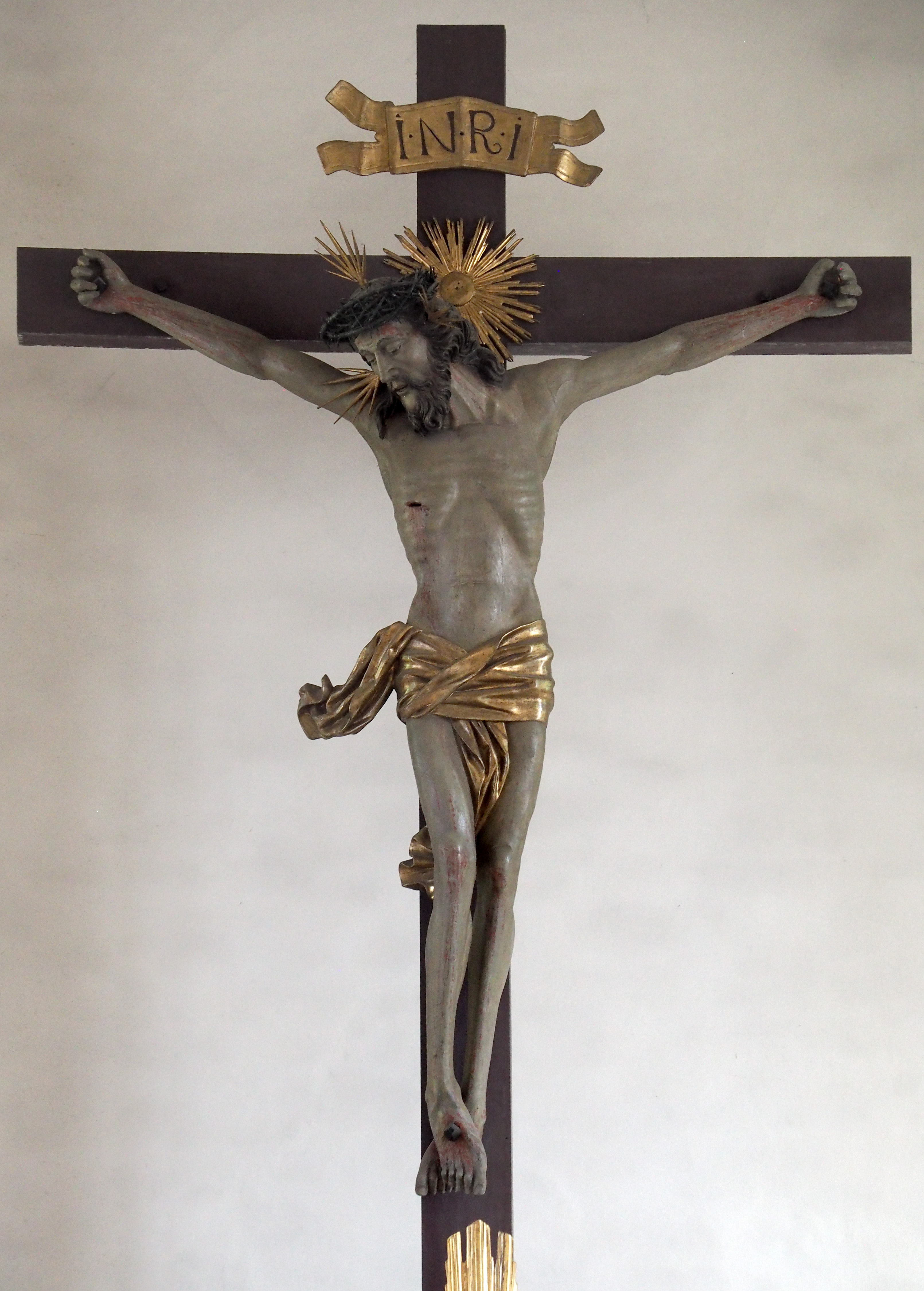
Kruzifix (Zeit der Gotik)
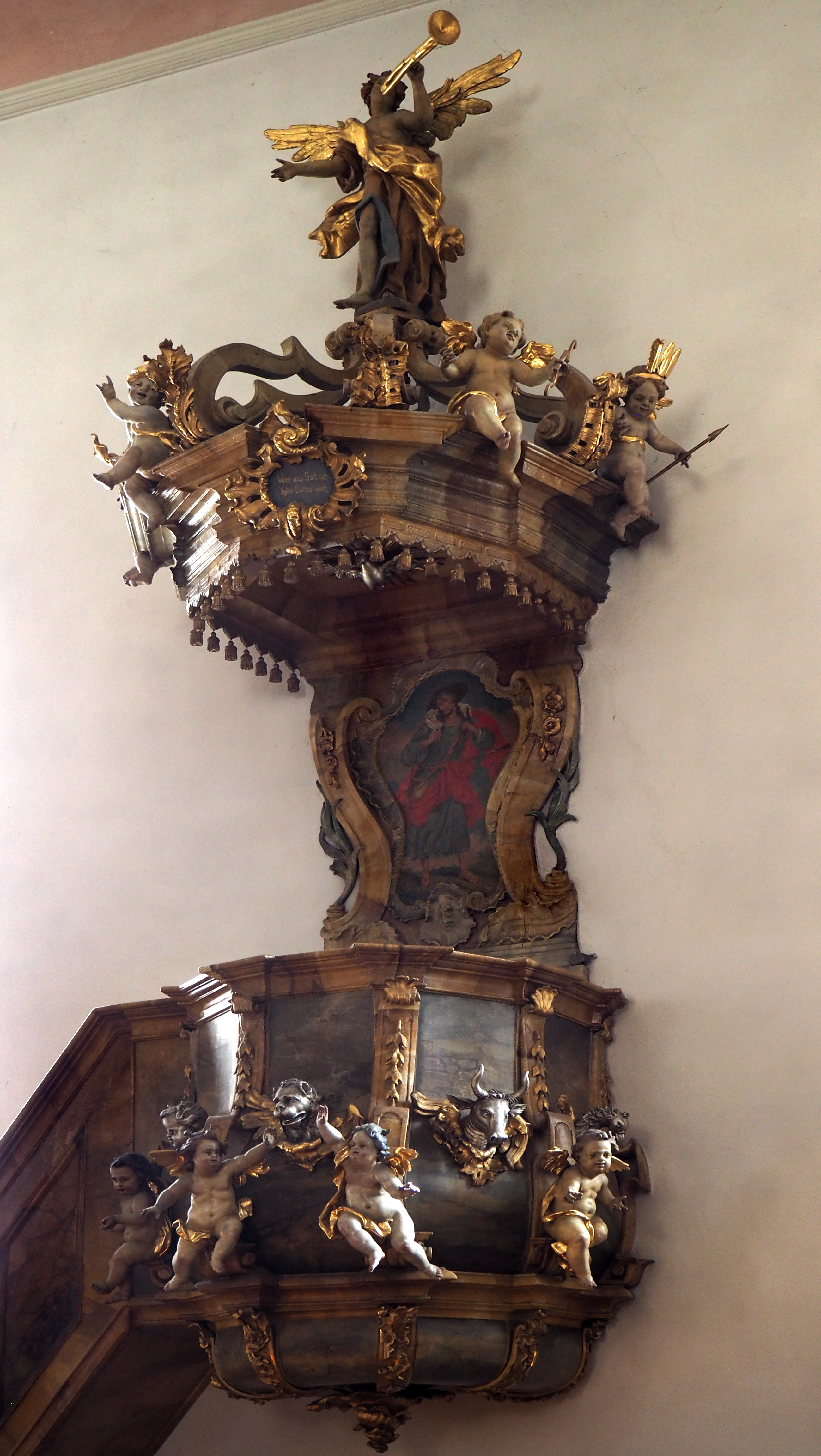
Kanzel (Frührokoko)
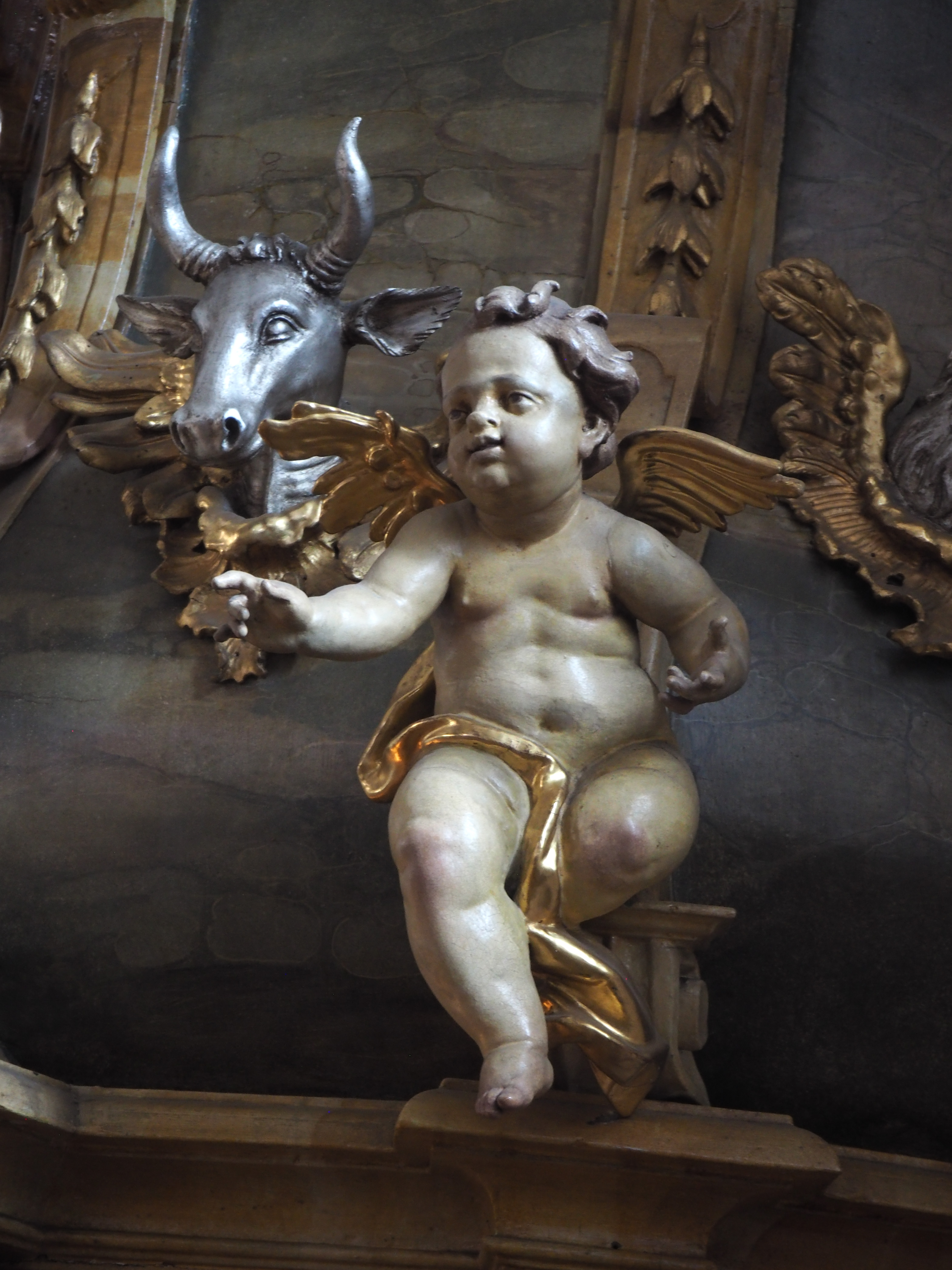
Kanzelkorb mit Putte und Stierkopf

Die Figur Maria als Schmerzensmutter im Hochaltar wurde vom Riedlinger Bildhauer Johann Joseph Christian um 1750 geschaffen. Die weiteren Figuren des Hochaltars wurden bei der Sanierung 1935 erworben, ebenso die Josefsfigur des Josefsaltars, die aus dem Barock stammt. Die Marienfigur des Marienaltars stammt aus der Zeit zwischen 1740 und 1750 und war vorübergehend in Indelhausen. Neben Kanzel befindet sich eine Herz-Jesu-Statue aus dem Jahr 1935 von Karl Nägele. Das Chorgestühl stammt aus dem Jahr 1734.
Die Deckenfresken stammen von Joseph Ignaz Wegscheider und einem Kirchenmaler Kneer.

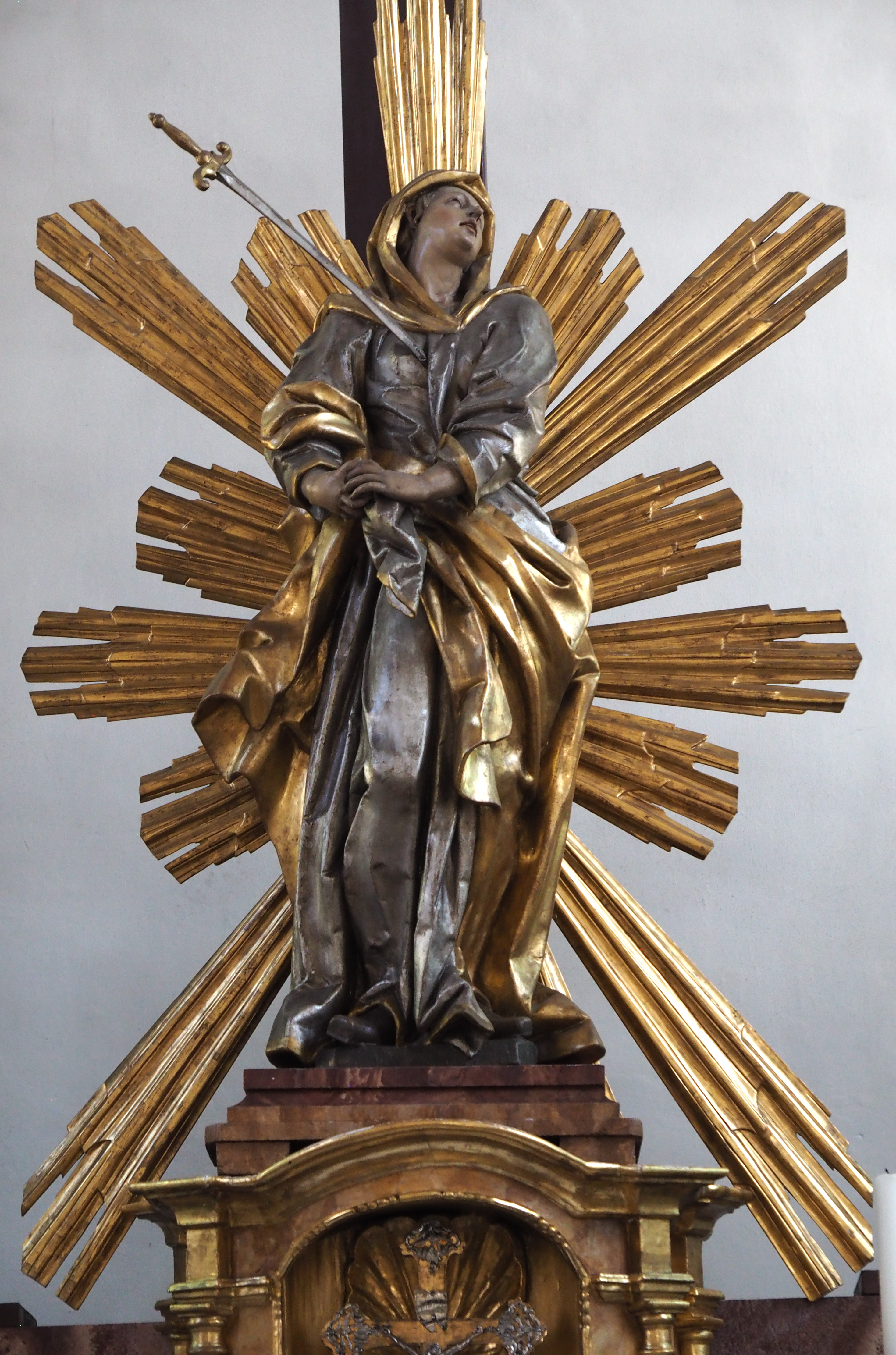
Maria als Schmerzensmutter (um 1750)
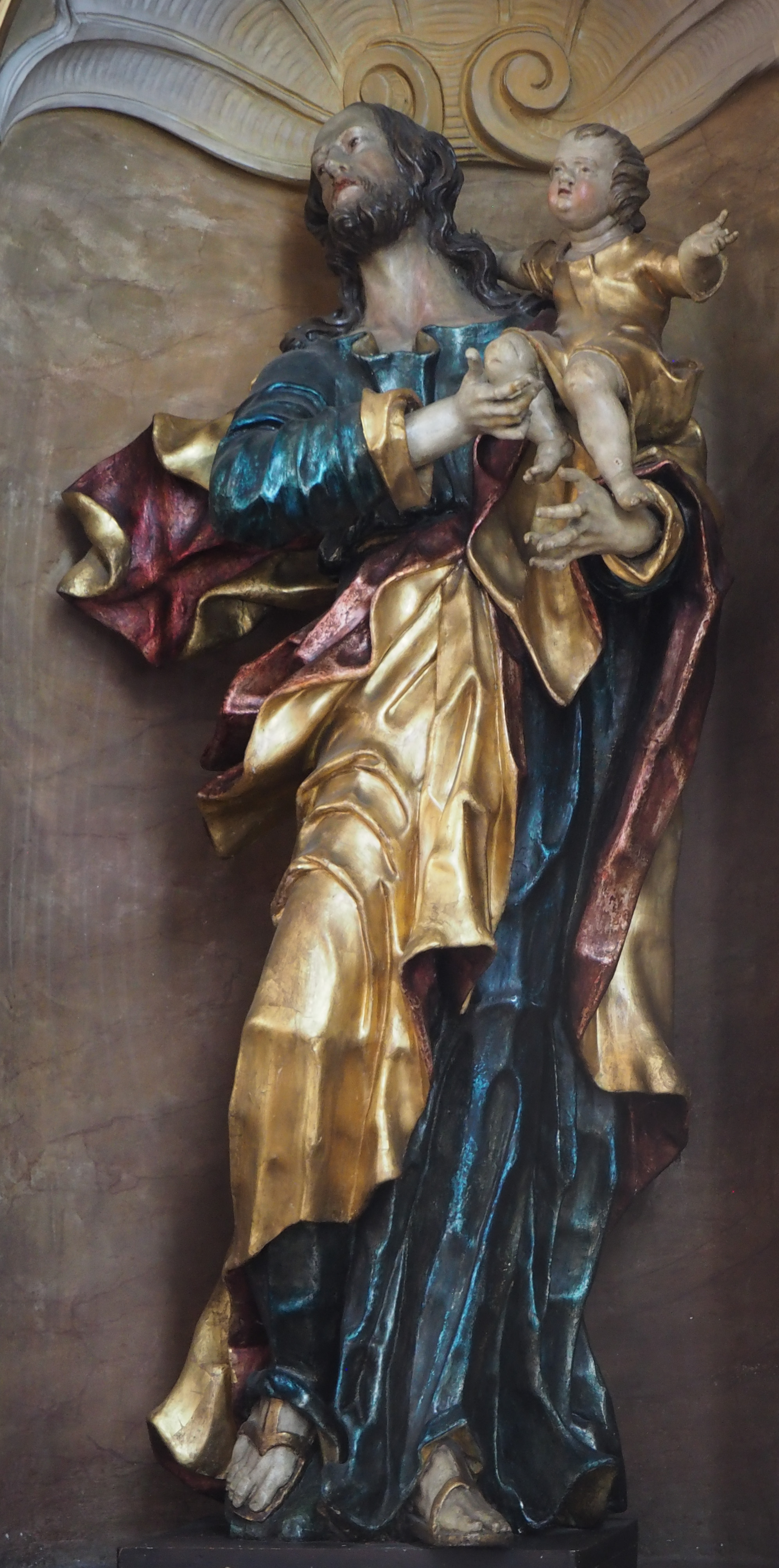
Josefsfigur des Josefaltars (Barockzeit)
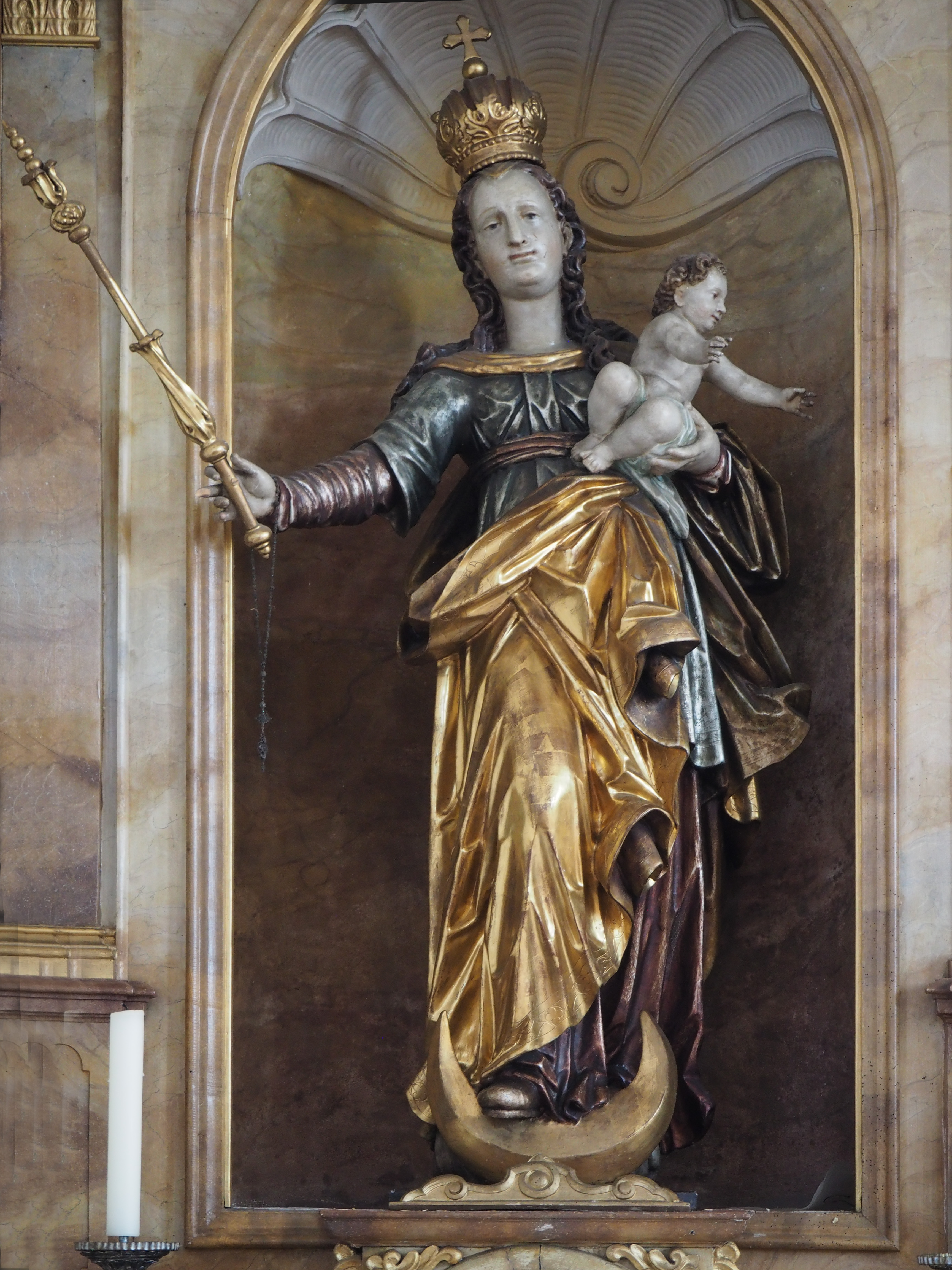
Marienfigur des Marienaltars (um 1740–1750)
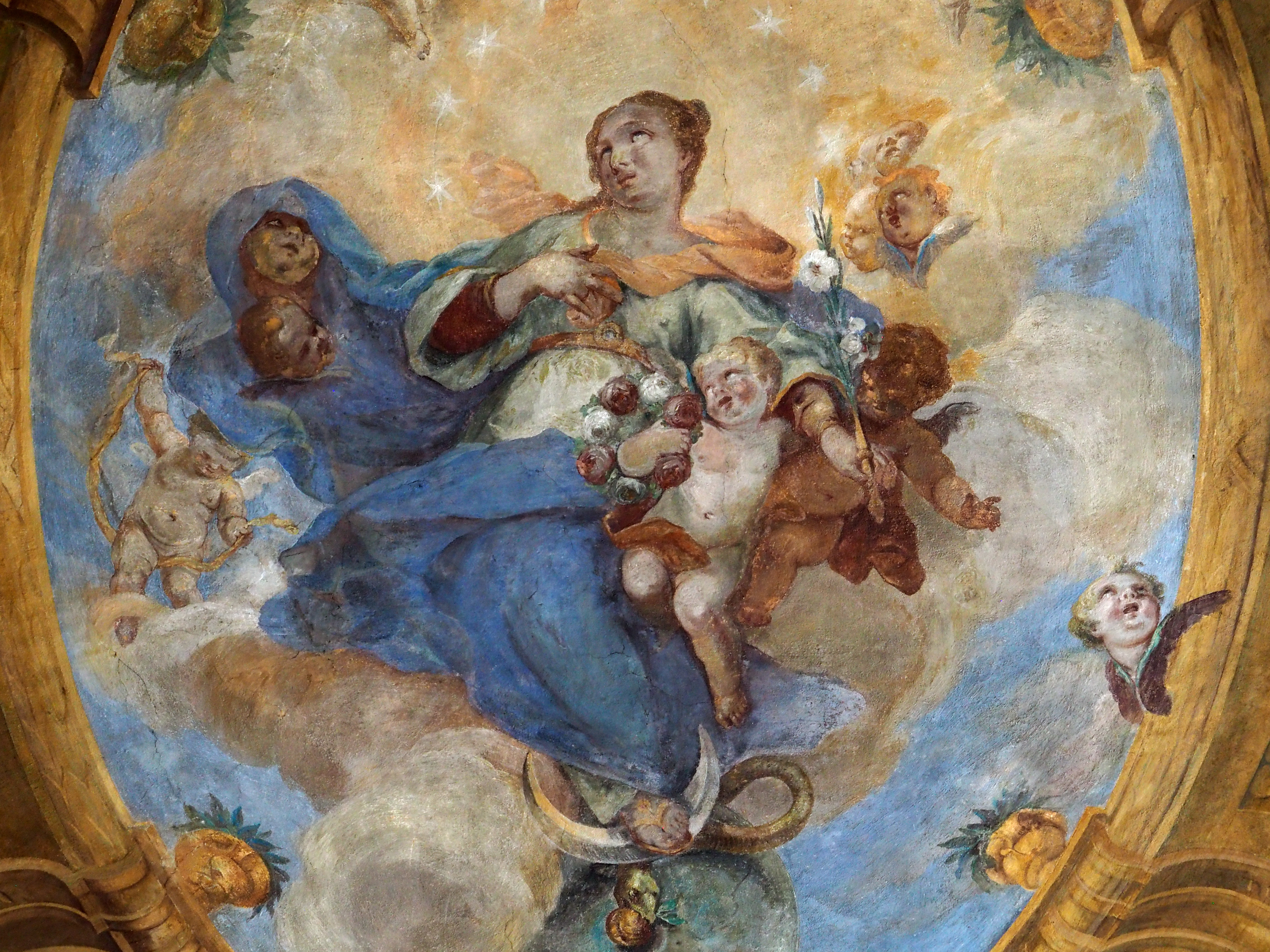
Ausschnitt aus der Deckenmalerei

Die Kirche besitzt ein Geläut aus vier Glocken. Die älteste stammt aus dem Jahr 1457 ist den heiligen Vitus, Modestus und Kreszentia geweiht. Eine Glocke aus dem 13. Jahrhundert ist bei der Abnahme zweier anderer Glocken für den Ersten Weltkrieg zersprungen, weshalb 1922 mit drei neuen Glocken das Geläut wieder vervollständigt wurde. Für den Zweiten Weltkrieg wurden die drei neuen Glocken wieder eingeschmolzen. Sie wurden 1950 ersetzt. Sie haben die Inschriften: „Unserer lb. Heimat zum Schutz und Segen!“, „Unserer lb. Frau und Stadtmutter“ sowie „Unseren lb. Toten zur ewigen Ruhe“.
Die Orgel wurde 1989 durch die Orgelbauwerkstatt Harald Rapp erbaut. Das Instrument hat 16 Registern verteilt auf zwei Manualen.